# كاناجليفلوزين
يُعد كاناجليفلوزين (بالإنجليزية: Canagliflozin)‏، الذي يُباع تحت الاسم التجاري إنفوكانا، من بين أدوية أخرى، دواء يستخدم لعلاج مرض السكري من النوع الثاني. وهو أقل تفضيلًا من الميتفورمين. يستخدم جنبا إلى جنب مع ممارسة الرياضة والنظام الغذائي. لا ينصح به عند مرض السكري من النوع الأول. يؤخذ عن طريق الفم.
تشمل الآثار الجانبية الشائعة عدوى مهبلية بالخميرة والغثيان والإمساك والتهابات المسالك البولية. قد تشمل الآثار الجانبية الخطيرة انخفاض نسبة السكر في الدم، الغرغرينا فورنييه، بتر الساق، مشاكل الكلى، ارتفاع البوتاسيوم في الدم، وانخفاض ضغط الدم. قد يحدث الحماض الكيتوني السكري على الرغم من مستويات السكر في الدم الطبيعية تقريبًا. لا يُنصح باستخدامه عند الحمل والرضاعة الطبيعية. كاناجليفلوزين هو مثبط ناقلات سكر الصوديوم 2 (SGLT2). يعمل عن طريق زيادة كمية الجلوكوز المفقودة في البول.

## الاستخدام الطبي
كاناجليفلوزين هو دواء مضاد للسكري يستخدم لتحسين السيطرة على نسبة السكر في الدم لدى الأشخاص المصابين بداء السكري من النوع الثاني. انها أقل تفضيلا من الميتفورمين. حسب الوصفات الوطنية البريطانية، فإنه أيضًا أقل تفضيلًا من سلفونيليوريا اعتبارًا من عام 2019، في حين أن الجمعية الأمريكية للسكري والرابطة الأوروبية لدراسة مرض السكري تعتبر إما مثبط SGLT2 أو ناهض مستقبلات GLP-1 دواءً من الدرجة الثانية في تلك مع مرض القلب.

## الأعراض الجانبية للدواء
كما هو الحال مع مثبطات SGLT2 الأخرى، فأنها تزيد من احتمالية حدوث إلتهابات المسالك البولية، والإلتهابات الفطرية في منطقة الأعضاء التناسلية، كذالك ارتفاع نسبة الكوليسترول الضار بروتين دهني منخفض الكثافة، وزيادة التبول ونوبات انخفاض ضغط الدم. . هناك مخاوف من أنه قد يزيد أيضًا من خطر الإصابة بالحماض الكيتوني السكري 
في 15 مايو 2015، أصدرت إدارة الغذاء والدواء الأمريكية (FDA) تحذيرًا من أن بعض أدوية السكري SGLT2 ، بما في ذلك canagliflozin ، قد تؤدي إلى خطر الإصابة بارتفاعالحماض الكيتوني
في يونيو 2016، عززت إدارة الغذاء والدواء الأمريكية (FDA) التحذير بشأن مخاطر الإصابة الكلوية الحادة لأدوية داء السكري من النوع 2 canagliflozin (Invokana ، Invokamet) و dapagliflozin (Farxiga ، Xigduo XR)v 

## تداخل الدواء مع أدوية أخرى
قد يزيد الدواء من خطر الإصابة ب بالجاف بالاشتراك مع الأدوية المدرة للبول 
نظرًا لأنه يزيد من إفراز الكلى للجلوكوز، فإن العلاج باستخدام canagliflozin يمنع إعادة الامتصاص الكلوي لـ 1,5-anhydroglucitol ، مما يؤدي إلى انخفاض في المصل 1,5-anhydroglucitol. لذلك، يمكن أن يتداخل canagliflozin مع استخدام المصل 1,5-anhydroglucitol (الاسم التجاري للمقايسة، GlycoMark كمقياس لمستويات الجلوكوز بعد الأكل.

## آلية العمل
```
يعمل كمثبط للنوع الفرعي 2 من بروتينات نقل الجلوكوز الصوديوم (SGLT2)، المسؤول عن 90 ٪ على الأقل من إعادة امتصاص الجلوكوز الكلوي (يتم إجراء الـ 10 ٪ المتبقية بواسطة SGLT1). يؤدي تثبيط اليه النقل هذه إلى التخلص من ما يصل إلى 119 جرامًا من جلوكوز الدم يوميًا عن طريق البول، أي ما يعادل 476 سعرًا حراريًا. يتم التخلص من الماء الإضافي عن طريق إدرار البول التناضحي، مما يؤدي إلى انخفاض ضغط الدم.
[
14
]
```

لكن هذه الآليه ترتبط بخطر الإصابة بنقص سكر الدم نقص سكر الدم مقارنةً بأنواع أخرى من الأدوية المضادة للسكري مثل مشتقات السلفونيل يوريا والأنسولين.

## حركية الدواء
عندما يؤخذ الدواء عن طريق الفم، يصل إلى أعلى تركيز في بلازما الدم بعد ساعة إلى ساعتين ولديه توافر حيوي مطلق بنسبة 65 ٪ ، بغض النظر عن تناول الطعام. عندما تكون في مجرى الدم، فإن 99٪ من المادة ترتبط بروتينات البلازما، وخاصة الألبومين. يتم استقلابه بشكل رئيسي عن طريق O-glucuronidation عبر الإنزيمات UGT1A9 و UGT2B4 ، وعن طريق الهيدروكسيل بدرجة أقل. العمر النصفي النهائي هو 10.6 ساعات لجرعة 100 مجم و 13.1 ساعة لجرعة 300 مجم، مع 43٪ تفرز في البراز (معظمها في صورة غير متغيرة) و 33٪ في البول في الغالب على شكل 

## موانع
يمنع استخدام كاناجليفلوزين عند:
- مرض السكري النوع الأول
- الحماض الكيتوني السكري[17]
- القصور الكلوي الحاد (يقدر معدل الترشيح الكبيبي <30 مل/دقيقة/ 1.73 م 2)، مرض الكلى في نهاية المرحلة [18]
- مرضى غسيل الكلى [19]

## روابط خارجية
- معلومات من DailyMed